# Mapledurham Lock
Koordinaten: 51° 29′ 11,1″ N, 1° 2′ 24″ W

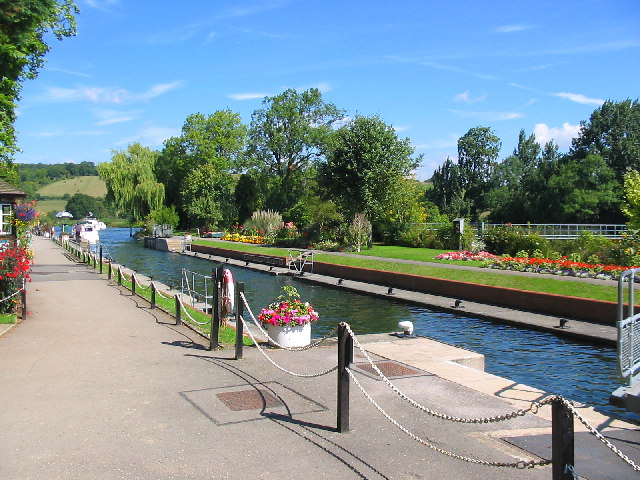
Mapledurham Lock

Mapledurham Lock ist eine Schleuse und ein Wehr im Verlauf der Themse. Die erste Schleuse wurde 1777 von der Thames Navigation Commission gebaut. Die heutige Schleuse ist aus dem Jahr 1908.
Trotz ihres Namens gehört die Schleuse zu Berkshire und dem Ort Purley-On-Thames auf der Südseite des Flusses und nicht zu Oxfordshire und dem Ort Mapledurham. Das Wehr erstreckt sich über den Fluss zu beiden Ufern.
Das Wehr verläuft von der Schleuseninsel in einer langgestreckten Kurve zwischen den beiden Orten. Das Betreten des Wehres ist nicht möglich und ohne ein Boot ist eine Verbindung zwischen den beiden Orten nur über den Umweg über Reading oder Pangbourne möglich. Das Wehr hält Wasser für den Betrieb der Wassermühle Mapledurham zurück. Das Wehr ist das am weitesten flussaufwärts gelegene Wehr, dass eine Fischtreppe besitzt.

## Geschichte

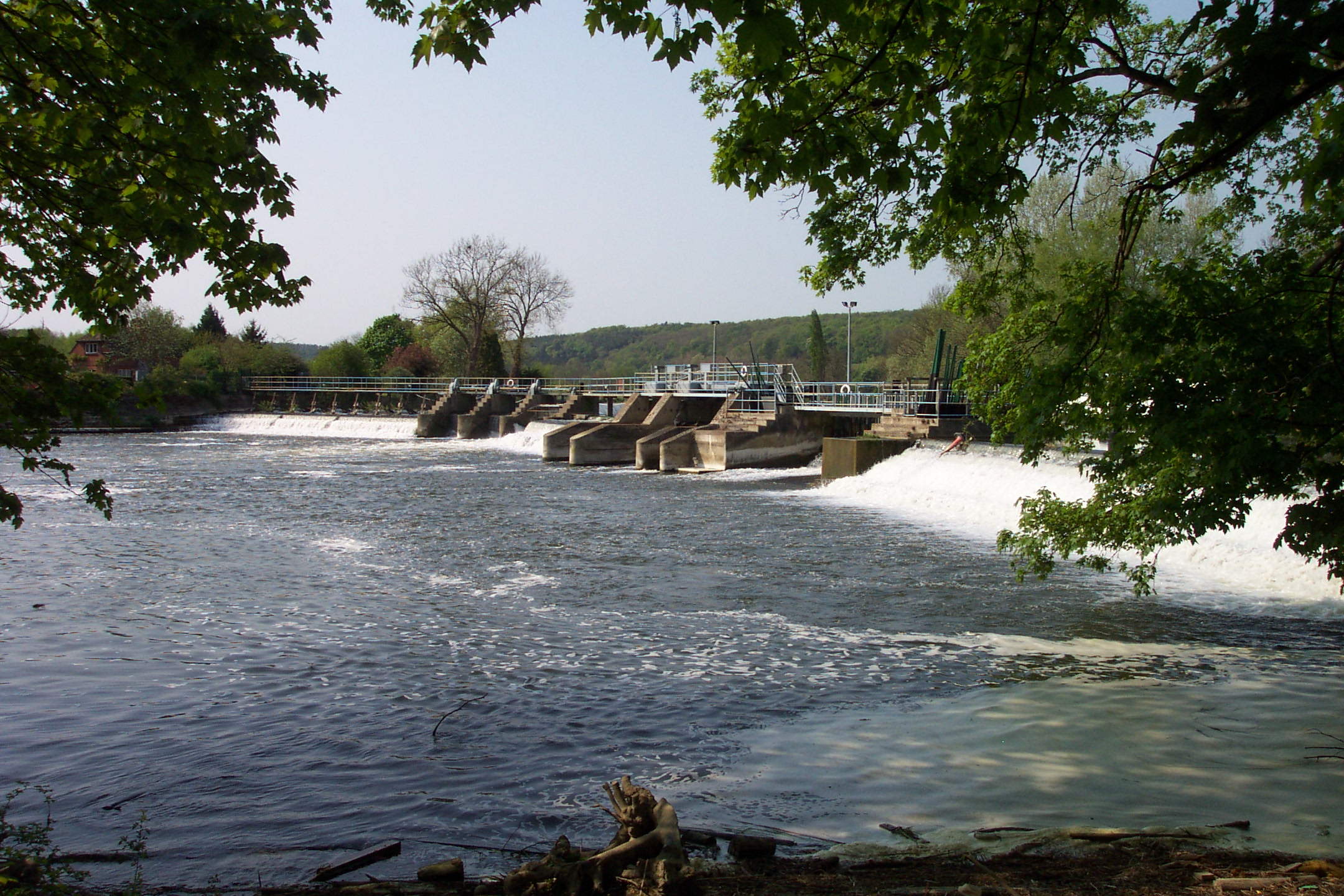
Das Wehr von Mapledurham aus

Die Geschichte der Wassermühle von Mapledurham reicht bis in die Zeit des Domesday Book und das Wehr war wahrscheinlich mit ihr verbunden. Die erste Erwähnung des Wehres stammt aus der Zeit von Edward I. Die Mühle gehörte zum Besitz von Mapledurham House. Es gab eine Stauschleuse am Wehr, deren Betrieb jedoch mit dem Bau der Schleuse 1777 eingestellt wurde. Die Schleuse wurde auf der Flussseite nahe Purley gebaut und sollte Purley Lock heißen. Aber der örtliche Sprachgebrauch erhielt den alten Namen. Ein Haus für den Schleusenwärter entstand 1816 gebaut. Eine neue größere Schleusenkammer wurde neben der alten Schleuse 1908 in Betrieb genommen.
Die Mapledurham Wassermühle wird noch immer in betrieben und ist damit die einzige Kombination von Mühle und Wehr, die im Verlauf der Themse noch in Betrieb ist, was einst der Standard im Verlauf des Flusses war.

## Zugang zur Schleuse
Die Schleuse ist von Purley aus über den Mapledurham Drive zugänglich.

## Der Fluss oberhalb der Schleuse

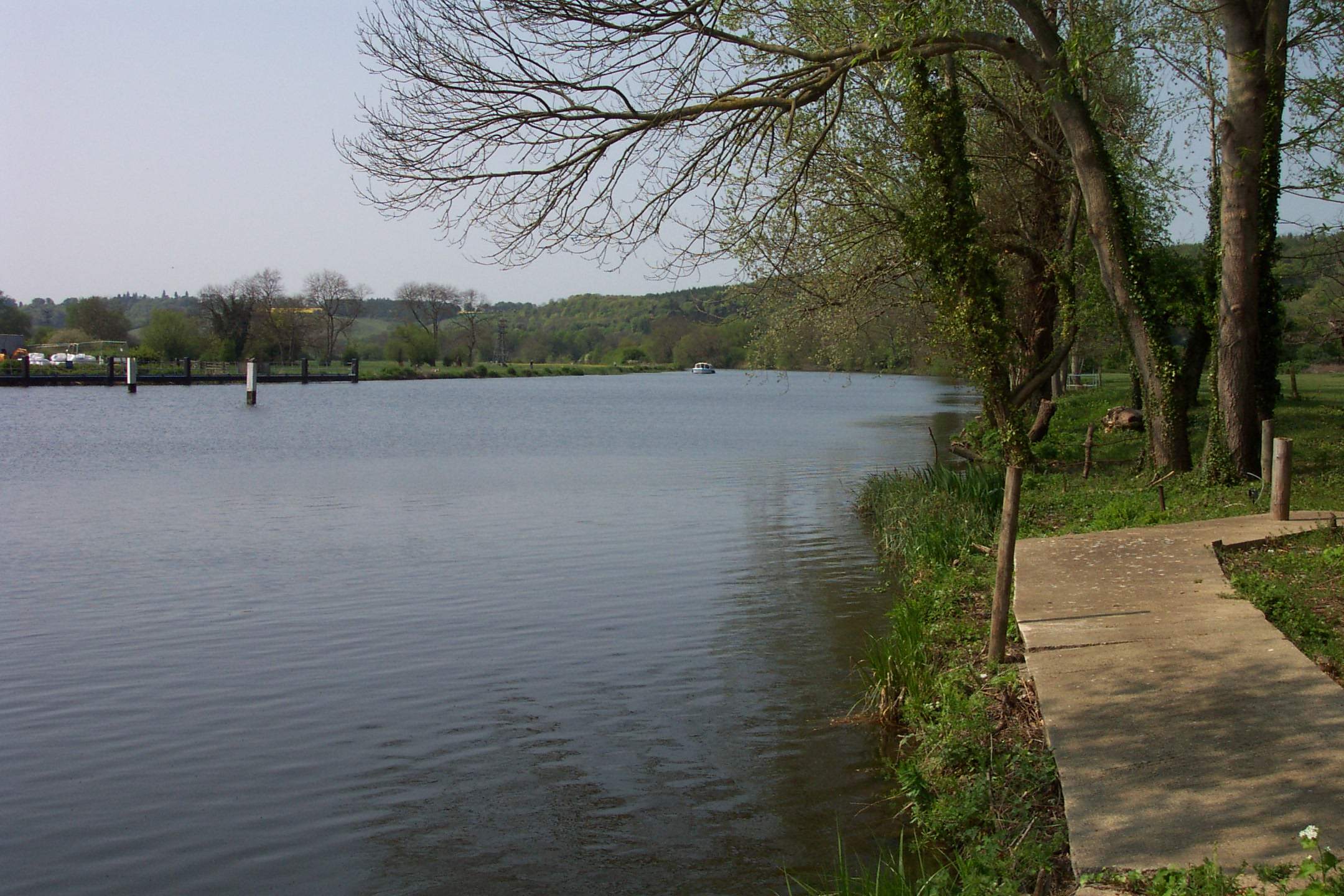
Die Themse oberhalb von Mapledurham Lock

Der Fluss verläuft fast die ganze Strecke bis Pangbourne durch freie und offene Landschaft und wurde von Robert Gibbings 1939 in Sweet Thames Run Softly als angefüllt mit Ausblicken, die aus den Bildern in der Royal Academy kommen könnten, beschrieben.
Hinter Mapledurham ist Hardwick House auf der nördlichen Seite des Flusses zu sehen. Die Wiesenlandschaft der Pangbourne Meadows im Besitz des National Trust liegen südlich des Flusses, bevor man die Whitchurch Brücke erreicht. Die mautpflichtige Brücke überquert den Fluss zwischen Pangburne und Whitchurch. Zwischen der Brücke und dem Whitchurch Lock mündet der River Pang in die Themse.
Der Themsepfad verläuft am südlichen Flussufer bis zur Whitchurch Brücke, die von Fußgängern kostenlos passiert werden kann.

## Darstellung in der Literatur
Der Künstler Ernest Shepard, der Der Wind in den Weiden illustrierte, zeichnete oft in dieser Gegend und Toad Hall soll entweder auf Mapledurham House oder dem nahen Hardwick House basieren.